# Рэп-баттлы в России
Рэп-баттлы в России — словесные поединки в речитативном стиле рэп, проходящие в России.

## История
Близким аналогом рэп-баттлов на русском языке были поэтические диспуты, которые проходили между русскими поэтами в начале XX века. Самый известный из них прошёл 27 февраля 1918 года в Политехническом музее Москвы между Владимиром Маяковским и Игорем Северяниным. 4 ноября 1920 года в Большом зале Московской консерватории и 17 ноября того же года в Политехническом музее состоялся суд-диспут между имажинистами и футуристами, в котором приняли участия поэты-футуристы Владимир Маяковский, Валерий Брюсов, Иван Аксёнов, и поэты-имажинисты Сергей Есенин, Анатолий Мариенгоф, Александр Кусиков, Вадим Шершеневич, Иван Грузинов, обвинявшие друг друга «в убийстве поэзии». Массовые рэп-баттлы в России появились в начале 2000-х годов. В отличие от США, где баттлы пришли с улиц, в России первые баттлы проходили в Интернете. 5 декабря 2001 года на форуме Hip-Hop.ru организовали «Первый MC батл», в котором участвовал 21 исполнитель. В 2006-2007 годах одними из первых, кто начал соревноваться в баттлах на русском языке, были эмигранты из России 1.Kla$& Czar, позже к которым присоединился Schokk и они вместе образовали группу Rap Woyska. Девятый официальный баттл сайта в 2011 году собрал 9 259 исполнителей, что на тот момент являлось лучшим показателем в баттлах в России. Кроме официальных на Hip-Hop.ru провели 17 независимых и 8 командных баттлов. Многие нынешние российские рэперы стали популярны благодаря онлайн-баттлам, — такие как Loc-Dog, Drago, St1m, Noize MC, Дуня, A-Sid, Babangida, Gillia, СД, RE-pac, Рем Дигга, Johnyboy, Oxxxymiron, Drummatix. Первые фристайл-баттлы с живой аудиторией проходили с 2003 года на таких площадках как «Snickers Урбания». В 2009 году портал InDaRNB.ru запустил турнир InDaBattle с рекордным на тот момент призовым фондом в 1 млн рублей. Третьим крупнейшим онлайн-турниром стал Rap Olympics от портала MyRapGame. В 2008—2009 годах организаторы InDaBattle совместно с «Муз-ТВ» провели два сезона телевизионного проекта «Битва за респект: Начни сегодня». В судьях были такие рэперы как Баста, Гуф, Влади, Децл, Лигалайз. Победителя третьего сезона Рому Жигана наградил премьер-министр России Владимир Путин. В проекте принимали участие известные сегодня рэперы Джиган, L’One, ST и другие. В 2010 году начал проводиться ежегодный хип-хоп-фестиваль «Битва столиц», в котором участвовали исполнители из крупных городов России. С 2008 года стали проводиться уличные турниры, такие как Shotgun и Hooyax, из которых вышли такие рэперы как Ресторатор, Galat, Jubilee, Дима Гамбит, Redo, Хохол, Heavy и другие. В отличие от официальных баттл-площадок, где запрещалась нецензурная лексика и оскорбления личности, на уличных турнирах не было никаких запретов.

### Оффлайн-баттлы

#### Slovo

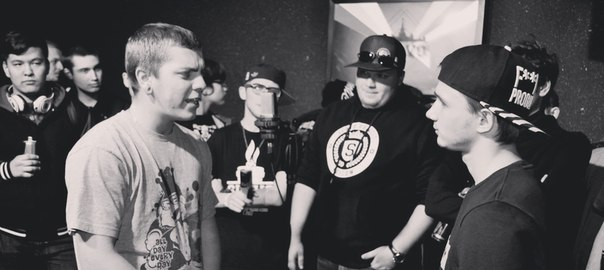
Баттл, проходящий на баттл-площадке Slovo

В октябре 2012 года в Краснодаре появилась площадка для офлайн-баттлов Slovo, основанная Антоном «Mr. Hyde» Белогаем и Сергеем «PLC» Трущевым. Позднее у площадки стали возникать филиалы в разных городах страны. Звёздами Slovo стали такие баттл-рэперы как Ден Чейни, Гнойный, Пиэм, Teeraps, Booker, Юля Kiwi, Edik_Kingsta, Halloween, Walkie, Deep-Ex-Sense, Шумм, Abbalbisk, МЦ Похоронил, Vs94ski, Майк.
В 2015 году один из филиалов — Slovo Saint-Petersburg из Санкт-Петербурга — в результате конфликта захотел отделиться и сменил название на #SLOVOSPB. Руководителем и ведущим #SLOVOSPB стал Ден Чейни. Slovo из Краснодара был переименован в Slovo Project. #SLOVOSPB в 2016 году провёл всего один турнир, в котором победу одержал Seimur. При поддержке #SLOVOSPB была создана первая площадка 140 BPM Battle, участники которой выступают под бит. В рамках площадки организован турнир 140 BPM Cup, ведущим которого является Edik_Kingsta. 140 BPM Battle принёс известность таким баттл-рэперам как Шумм, Vibehunter, Gokilla, KnownAim. В мае 2017 года #SLOVOSPB организовал проект «Рвать на битах», в котором под музыкальный бит проводятся баттлы 2 на 2. В 2018 году #SLOVOSPB прекратил существование, реорганизовавшись в «Рвать на битах». #SLOVOSPB принёс известность таким баттл-рэперам как Seimur, MickeyMouse, Катровасер.
Весной 2019 года филиал Slovo в Екатеринбурге — Slovo EKB — из-за разногласий с руководителем Slovo Project Дмитрием Капрановым прекратил существование. На его базе был создан Zlovo EKB, организатором которого является Максим «Очередной Картавый» Махов.

#### Versus Battle
1 сентября 2013 года появилась баттл-площадка Versus Battle, организатором которой стал Александр «Ресторатор» Тимарцев. При создании площадки организаторы вдохновлялись канадской лигой King of the Dot и британской Don’t Flop. Первоначально площадка должна была носить название «Супротив». У площадок Slovo и Versus изначально был разный подход: Versus приглашал известных рэперов и МС, а SLOVOproject и #SLOVOSPB давали возможность выступить молодым исполнителям. На Versus Battle выступали такие известные рэперы как ,Noize MC, Oxxxymiron, Guf, ATL, Johnyboy, ST1M, ST, Крип-а-Крип, Drago, RE-pac, СД, ЛСП, Паша Техник, Птаха, Feduk, Саша Скул, Рэпер Сява, Lil Dik, Гнойный, Rickey F, Замай, Энди Картрайт, Грязный Рамирес, Yung Trappa.
В качестве судей на Versus Battle выступали рэп-исполнители Баста, Смоки Мо, Карандаш, Нигатив, PLC, Rickey F, Артём Хорев (Anacondaz), Папа Гусь (Балтийский Клан), музыканты Дмитрий Маликов, Илья Прусикин (Little Big), Даниил Светлов (Amatory), Степан Ледков (Марсель), Евгений Ряховский (Animal ДжаZ) и Стас Барецкий, писатель Илья Стогов, поэт Лёха Никонов, стендап-комик Руслан Белый, видеоблогеры Юрий Хованский, BadComedian, Эльдар Джарахов. В 2014 году Versus организовал турнир Versus: Fresh Blood, позволяющий малоизвестным и неизвестным исполнителям проявить себя. В 2016 году был открыт Versus BPM для баттлов под музыкальный бит.
С 2015 года Versus Battle является самой просматриваемой баттл-площадкой в YouTube. В апреле 2015 года баттл Oxxxymiron против Johnyboy набрал один миллион просмотров и вошёл в историю мирового хип-хопа как самый просматриваемый баттл за сутки. В марте 2016 года рекорд по просмотрам побил баттл видеоблогеров Юрия Хованского и Дмитрия Ларина. За сутки он набрал более двух с половиной миллионов просмотров. Сейчас на канале более 4 млн подписчиков и более 250 млн просмотров. Самый популярный ролик с баттлом Oxxxymiron против Johnyboy набрал более 40 млн просмотров. Баттл видеоблогеров Юрия Хованского против Дмитрия Ларина набрал более 20 млн просмотров. В 2017 году баттл Oxxxymiron’а и Гнойного стал самым просматриваемым баттлом в мире, набрав 9,3 миллиона просмотра за сутки.
Versus Battle не раз подвергался критике. Так, рэпер Карандаш упрекнул участников в отсутствии изящества при употреблении нецензурной брани. Миша Маваши раскритиковал проект за то, что он ушёл в культуру афроамериканцев, «для которых нормально опускать родственников друг друга». Sil-A высказал недоумение тем, что после жёсткого баттла с взаимными оскорблениями оппоненты могут спокойно продолжать общаться как ни в чём не бывало.
1 мая 2020 года Тимарцев подтвердил в твиттере, что больше не является ведущим Versus Battle Последний сезон проекта, начатый в октябре 2020 года уже без Тимарцева, характеризовался низким количеством просмотров и завершился 14 февраля 2021 года.
В декабре 2023 года все выпуски на YouTube-канале были скрыты после задержания 17-летнего рэпера Ислама Закирова, который в одном из выпусков баттла зачитал строчку про «избиение Русской беременной женщины».

#### Russian Battle League
13 февраля 2016 года в Санкт-Петербурге образовалась баттл-площадка Russian Battle League (RBL), организатором которой является Антон «Забэ» Забаев. 12 ноября 2016 года на площадке стартовал первый сезон, в котором приняли участие как опытные баттл-рэперы различных филиалов Slovo, так и новички.
2 апреля 2017 года начал свое существование Drop The Mic — баттлы под музыкальный бит один на один, с 23 июля Drop the Like — комплиментарные баттлы под музыкальный бит.
16 сентября 2018 года запущен Tripple Kill — баттлы под музыкальный бит, в которых один раунд является классическим баттловым, второй — в формате «bad bars», а третий — комплиментарным.
Последний выпуск RBL состоялся в мае 2023 года. В декабре 2023 года все видео на канале были скрыты.

#### Fidelio Punch Club
10 сентября 2017 года в Москве образовалась закрытая баттл-лига Fidelio Punch Club («fidelio» c ит. — «верный», с отсылкой на «true»), организатором которой является Дмитрий «Габонская Гадюка» Егоров — постоянный судья на Versus Battle. Ведущий — Kotzi Brown. В лиге участвовало 8 участников, которые зачитывают три раунда, укладываясь в ограниченное время. Победителей выбирали закрытым голосованием судей. Площадка изначально позиционировалась как баттловая лига с круговой системой; в турнире изначально приняли участие: Seimur, AUX, Truy Frick, Райтраун, Isla de Muerta, Мама Стифлера, Паша Плохой. 10 сентября состоялось первое мероприятие, в ходе которого прошло четыре баттла. 30 октября был опубликован первый баттл — Seimur против AUX. Отличительной чертой проекта стала регулярная смена места проведения шоу: боксерский ринг, стрип-клуб, футбольный стадион.
Уже после первого тура Fidelio Punch Club стал подвергаться критике из-за низкого качества баттлов. В ходе сезона из-за скандальной репутации проекта Fidelio покинули 3 участника турнира. 10 января 2018 года было сообщено, что шоу покинул Isla de Muerta, на его место был приглашен полуфиналист #SLOVOSPB Катровасер. Затем, 11 января, AUX был заменен на Nongratta, однако уже через 5 дней после этого проект покинул True Frick. Вместо него на Fidelio пришел Браги. В результате, из-за низких просмотров, критики и проблем с участниками после шестого этапа проект был закрыт.

#### Кубок МЦ
10 января 2019 года в Москве на базе закрытого к тому моменту столичного филиала Slovo была создана площадка «Кубок МЦ», организаторами которой стали бывшие организаторы Slovo Moscow — Сергей «МЦ Похоронил» Голиков и Тимур «Halloween» Легай.
Отличительной особенностью площадки является наличие судейского вердикта, выносимого по итогам каждого баттла. Организаторы проекта позиционируют его как первый шаг в деле популяризации и возрождения интереса к баттлам a capella. Помимо традиционных акапелльных баттлов на площадке также практикуются поединки в формате «bad bars» (то есть с использованием намеренно гиперболизированных и доведенных до абсурда строк), «stand up battle» (с использованием элементов баттл-рэпа и стендапа: один раунд является классическим баттловым, второй — в формате юмористической «прожарки»), «BPM» (баттл под музыкальный бит) и «dance bars» (один раунд традиционный акапелльный, второй — танцевальный).

### Онлайн-баттлы
Первые онлайн-баттлы появились в 2001 году на профильном форуме Hip-Hop.Ru. От оффлайн-баттлов онлайн-баттлы отличаются тем, что участники записывают треки на заданную тему, в которых баттлят оппонента, и сдают их организаторам для оценки, притом что очно оппоненты не встречаются. В декабре 2001 года прошёл Первый официальный онлайн-баттл Hip-Hop.Ru, в котором принял участие 21 исполнитель. В 2003 году пользователи форума организовали отдельный Независимый баттл Hip-Hop.Ru для участия всех желающих. В первом баттле приняли участие 17 исполнителей. Затем появился Командный баттл Hip-Hop.Ru. Онлайн-баттлы принесли известность таким рэперам как ST, Рем Дигга, ST1M, Loc-Dog, Хаски, RE-pac, Johnyboy, Noize MC, Oxxxymiron. С 2011 года, с развитием оффлайн-баттлов, онлайн-баттлы стали менее популярными, однако после возвращения Оксимирона на турнир в качестве участника 17-го Независимого баттла Hip-Hop.Ru в 2019 году онлайн-баттлы пережили ещё один всплеск популярности. На турнире приняли участие звёзды, ранее не участвовавшие в онлайн-баттлах — Егор Крид, L'One, Юрий Хованский, Петар Мартич, Дмитрий Ларин и другие. В сентябре 2019 года на участие в турнире поступило почти 10 тысяч треков, что является рекордом в истории онлайн-баттлов. Легендами онлайн-баттлов поклонники русскоязычного рэпа считают Бабангиду и Дядю Женю. В 2020 году состоялся «17 Spin Off: Video Battle», в котором участники записывали видеоклипы с треками. В том же году организаторы турниров Hip-Hop.Ru создали площадку Pro Battle с конкурсом песен, которая позже была переименована в Pro Pesni. Помимо турниров Hip-Hop.Ru появлялись и другие турниры, например, InDaBattle и GoldBattle.

## Популярность и развитие

### Рэп-баттлы в массовой культуре
Популярность рэп-баттлов как массовой культуры в России начала расти с 2015 года, когда на канале Versus Battle в YouTube был выложен ролик с баттлом Oxxxymiron против Johnyboy. Одной из причин популярности рэп-баттлов является низкий порог вхождения в культуру рэпа, история которого в России насчитывает всего 25 лет.
Популярность Versus привела к порождению моды среди не имеющих отношения к рэп-баттлам известных деятелей друг друга «вызывать на Versus» с целью увеличения собственной аудитории. Например, рэперы Децл и Серёга вызывали на Versus Басту, Рэпер Сява — Big Russian Boss, рок-музыкант Сергей Шнуров — телеведущего Владимира Познера, видеоблогер Николай Соболев — актёра Сергея Дружко, видеоблогер Юрий Хованский — Kristina Si и Noize MC, православный активист Дмитрий Энтео, журналистка Катя Гордон и рэп-исполнитель Джиган — Oxxxymiron, и так далее. Единственными баттлами между оппонентами, не являющимися рэперами, вышедшими официально, являются баттл видеоблогеров Юрия Хованского против Дмитрия Ларина, Эльдара Джарахова против Дмитрия Ларина и Эльдара Джарахова против Satyr.
Популярность рэп-баттлов была отмечена на российском телевидении. 7 июня 2012 года в рубрике «What did you say about my няня» программы «Вечерний Ургант», посвящённой поэту Александру Пушкину, состоялся фристайл-баттл между Noize MC и RE-pac. 23 июня 2016 года в рубрике этой же программы «Я московский озорной фристайлер», посвящённой поэту Сергею Есенину, состоялся фристайл-баттл с участием рэперов Noize MC, Вахтанга и ST. 23 июня 2017 года в рамках программы «Вечерний Ургант» состоялся пародийный баттл между Иваном Ургантом и Сергеем Шнуровым, который был снят на площадке Versus Battle. 3 сентября 2017 года в программе «Сегодня вечером» ведущий Максим Галкин и рэпер Баста устроили комплиментарный баттл. 27 декабря 2017 года Гнойный и ST при организации «Яндекса» провели баттл по главным запросам года в поисковике. 20 августа 2017 года на ТНТ в программе «Однажды в России» была показана пародия на Versus Battle. 16 сентября 2017 года на канале «Культура» вышла программа «Агора», посвящённая рэп-баттлам, среди приглашённых экспертов присутствовали Гнойный и Хан Замай.
28 сентября российские операторы связи «МТС» и «Мегафон» устроили рэп-баттл в «Твиттере». К ним также подключались «Билайн» и российское отделение Microsoft. Арбитром выступил «Роскомнадзор», засчитав ничью — 2:2. 6 октября 2017 года прошёл политический баттл между депутатом от «Единой России» Андреем Анохиным и депутатом от «Партии Роста» Максимом Резником. Победу одержал Максим Резник. 18 октября 2017 года на ВДНХ прошёл первый баттл между роботами — российским «Теспиан Рус» и британским «Теспиан Брит».
5 ноября 2017 года на СТС стартовал телепроект «Успех», в котором участники соревнуются между собой, исполняя песни, после чего их судит жюри. В состав жюри входят рэпер Гнойный, певцы Филипп Киркоров и Нюша. Ведущая — Вера Брежнева. 8 ноября 2017 года на канале «Пятница!» стартовал телепроект «Голос улиц», в котором начинающие рэперы демонстрируют свою читку под бит, после чего их судят члены жюри. В состав жюри входят рэперы Баста, Айза и Ресторатор.
10 июня 2018 года состоялась интернет-премьера первого документального фильма про российский баттл-рэп «Баттл», в котором приняли участие многие заметные деятели баттловой индустрии, в том числе Слава КПСС, Noize MC, СД, PLC, Юрий Хованский, RE-pac, Замай, Карандаш, Тина Канделаки и другие.
К 2020 году рэп-баттлы перестали быть интересны широкой общественности в силу отсутствия значимых противостояний. Два сезона главной российской баттл-площадки Versus (Versus Fresh Blood 4: Война стилей и Versus Playoff) были подвергнуты критике за низкое качество баттлов и их организацию.

### Исследование популярности
В России рэп-баттлы для рэперов являются способом привлечения аудитории к своему творчеству. С 1994 по 2012 год в баттлах участвовали преимущественно концертирующие рэп-исполнители, которые таким образом хотели разогреть публику и познакомить со своим мировоззрением. Из технических приёмов использовался в основном фристайл. С появлением баттл-площадок Slovo и Versus баттлы стали рассматривать как спортивное состязание, техника читки стала разнообразнее: появились флоу, бэд-барс, грайм, флип, тексты участниками стали сочиняться и репетироваться заранее, усложнилась рифмовка, в текстах помимо критики творчества стали появляться высмеивания и оскорбления личности. Большое влияние на развитие баттлов в России оказал Oxxxymiron, который в баттле с Johnyboy продемонстрировал хорошую технику читки и особый слог. Также он популяризировал литературные отсылки в текстах, которые в последующем не раз использовались другими баттл-рэперами. К 2018 году среднее количество просмотров рэп-баттлов на YouTube составляло 17,6 млн человек. 92,3 % русскоязычных пользователей в возрасте от 14 до 25 лет следят за баттлами.
Одной из причин популярности рэп-баттлов в России является участие в них популярных видеоблогеров, а также аудитория видеоблогов и рэп-баттлов, формировавшаяся в одном временном промежутке. По мнению видеоблогера Евгения Баженова, популярность рэп-баттлов связана с малым количеством хороших шоу в России по сравнению с западными странами.

### Женщины в рэп-баттлах
Женщин в рэп-баттлах в России в настоящее время немного. Самой известной является Юля Kiwi, которая во втором сезоне Slovo Saint Petersburg, наравне соревнуясь с мужчинами, сумела занять третье место. Наиболее известными баттлами с её участием являются баттл против Букер Д. Фреда, против Маши Hima, пародийный баттл против Дена Чейни, в котором они изображали Диану Шурыгину и Сергея Семёнова, и баттл против Drago в рамках совместного мероприятия Versus и #SLOVOSPB. Баттл с Машей Hima был раскритикован советником президента России по развитию интернет-технологий Германом Клименко за слишком жёсткие панчи и обилие нецензурной брани. Также известна Mozee Montana, выступающая в основном в баттлах под музыкальный бит. Участница Slovo под псевдонимом Miracle стала известна после инцидента, в котором её оппонент Майк острым панчем довёл её до слёз. На Versus Battle единственной девушкой, участвовавшей в баттле акапелла, была поэтесса Марина Кацуба, которая противостояла Drago.